# Quercus texana
Espèce
Synonymes
- Quercus nuttallii var. cachensis Palmer[2]
- Quercus nuttallii E. J. Palmer[3]
- Quercus nuttallii E.J.Palmer[4]
- Quercus nuttallii Palmer[2]
- Quercus palustris f. nuttallii (E.J.Palmer) C.H.Mull.[4]
- Quercus rubra var. texana (Buckl.) Buckl.[2]
- Quercus rubra var. texana (Buckley) Buckley[4]
- Quercus shumardii subsp. texana (Buckley) A.E.Murray[4]
- Quercus shumardii var. microcarpa (Torr.) Shinners[2]
- Quercus shumardii var. texana (Buckl.) Ashe[2]

Quercus texana est une espèce d'arbres du sous-genre Quercus et de la section Lobatae. L'espèce est présente aux États-Unis.

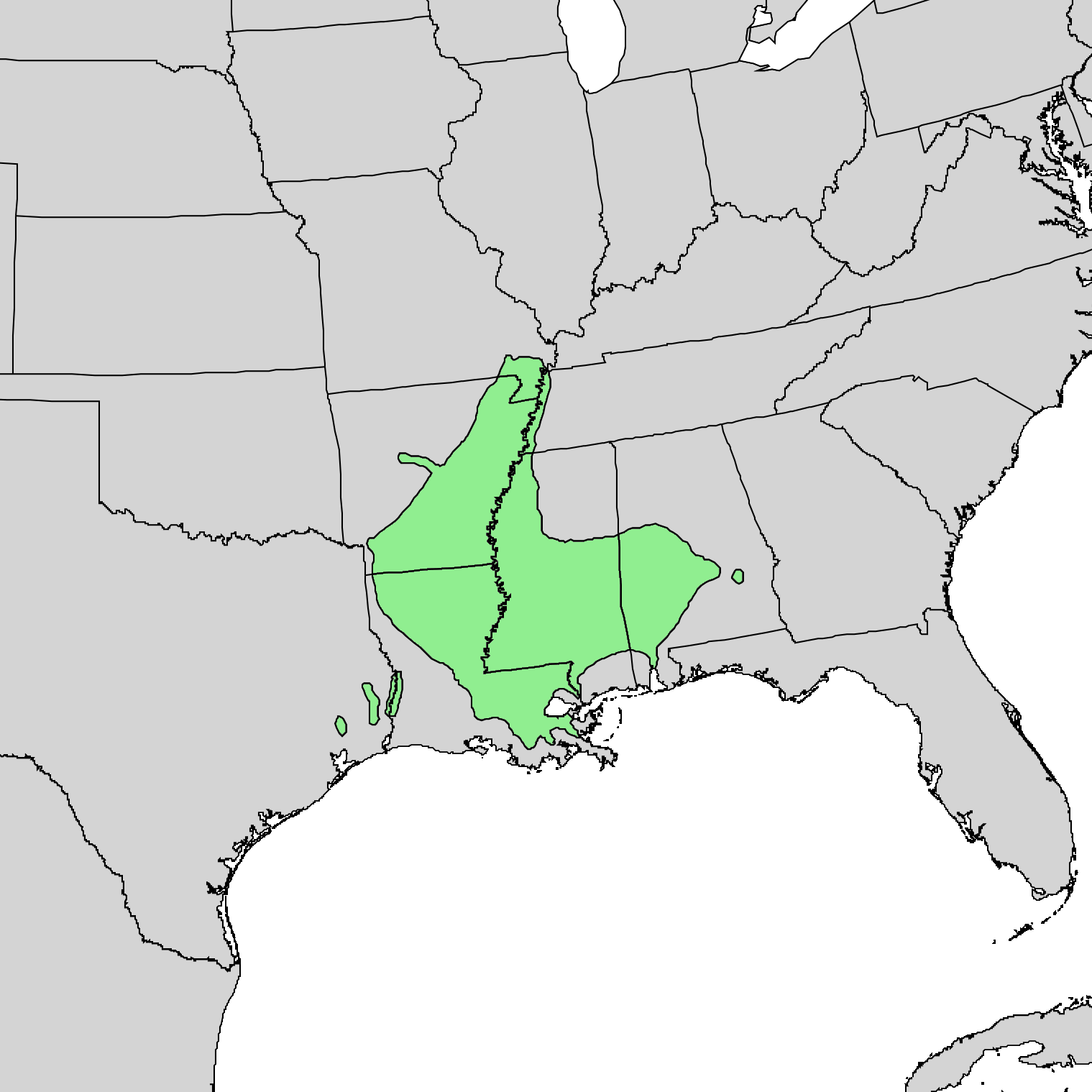
Carte de distribution.

## Liste des variétés
Selon Tropicos (29 octobre 2018) (Attention liste brute contenant possiblement des synonymes) :
- variété Quercus texana var. chesosensis Sarg.
- variété Quercus texana var. stellapila Sarg.